# Ditleff von Zeppelin
Ditleff Arnold Constantin Sehested Berregaard v. Zeppelin (født 7. maj 1887 i Geneve, død 4. april 1916 på Rigshospitalet) var en dansk forfatter. På grund af hans tidlige død udgjorde hans samlede udgivne bogproduktion kun tre værker, heraf det ene posthumt.

## Liv
Zeppelin var søn af kammerjunker Ditleff Anders Sehested Berregaard v. Zeppelin og hustru Julie Constance f. Schacke.
Han forelskede sig omkring 1908-1910 i den 6 år yngre tjenestepige Kaja Myhre (5. juli 1893 i Viborg), som han bortførte og giftede sig med i den reformerte franske kirke i København den 12. juni 1912 af præsten C. Nicolet. Hans dagbogsnotater om vielsen blev senere til hans første bog Elskov. Parret fik datteren Elsa Karen Vilhelmine Sehested von Zeppelin (5. juni 1914 på Frederiksberg). Kaja giftede sig senere med skuespilleren Christen Møller.
Zeppelin stiftede omkring 1909-10 bekendtskab med den ældre forfatter Johannes V. Jensen, der blev hans mentor og kritiker som spirende forfatter.
Han døde den 6. april 1916 på Rigshospitalet af en ondartet og uhelbredelig tarmsygdom, og blev begravet i stilhed den 8. april på Ordrup Kirkegård.

## Værker
- Elskov (1912)
- Franskmanden (1912)
- Trækfugle (1916). Efterladte skitser og breve, med forord af Johannes V. Jensen og Otto Gelsted